# مایکروسافت پابلیشر

لوگو مایکروسافت پابلیشر نسخه 2019(حالا)توسعه دهنده: مایکروسافتانتشار اولیه : 1991 (32 سال قبل)وبگاه : https://products.office.com/publisher

مایکروسافت پابلیشر (Microsoft Publisher) در حال اجرا در ویندوز 10

مایکروسافت پابلیشر (انگلیسی: Microsoft Publisher) یک نرم‌افزار نشر رومیزی از مایکروسافت است. این نرم‌افزار با مایکروسافت ورد تفاوت دارد چرا که در مایکروسافت ورد تأکید بر اصلاح و پردازش متن و نوشتار می‌باشد اما در مایکروسافت پابلیشر تأکید بر آرایش و طراحی صفحه است. این نرم‌افزار نسخه‌ای برای مکینتاش و اندروید ندارد.
نسخه ۲۰۰۷ مایکروسافت پابلیشر از نظر ظاهری با سایر نسخه‌ها کمی تفاوت داشت و فاقد اینترفیس ریبون بود.

## تاریخچه نسخه‌ها

لوگو مایکروسافت پابلیشر نسخه 2013-2019

خانواده آفیس (نسخه 2019)

| نام                             | شماره نسخه | تاریخ عرضه     | نسخه آفیس                                                             |
| ------------------------------- | ---------- | -------------- | --------------------------------------------------------------------- |
|                                 | ۱٫۰        | ۱۹۹۱           |                                                                       |
|                                 | ۲٫۰        | ۱۹۹۳           |                                                                       |
| Publisher for Windows 95        | ۳٫۰        | Sept. 15، ۱۹۹۵ |                                                                       |
| Microsoft Publisher 97          | ۸٫۰        | Dec. 8، ۱۹۹۶   | Small Business Edition                                                |
| Microsoft Publisher 98          | ۸٫۵        | June 21، ۱۹۹۸  | Small Business Edition 2.0                                            |
| Microsoft Publisher 2000        | ۹٫۰        | Sept. 7، ۱۹۹۹  | Small Business Edition, Professional, Premium, Developer              |
| Microsoft Publisher 2002        | ۱۰٫۰       | May 31، ۲۰۰۱   | Professional OEM, Professional Special Edition                        |
| Microsoft Office Publisher 2003 | ۱۱٫۰       | Nov. 24، ۲۰۰۳  | Small Business, Professional, Professional Plus, Enterprise           |
| Microsoft Office Publisher 2007 | ۱۲٫۰       | Jan. 27، ۲۰۰۷  | Small Business, Professional, Ultimate, Professional Plus, Enterprise |
| Microsoft Publisher 2010        | ۱۴٫۰       | July 15، ۲۰۱۰  | Standard, Professional, Professional Plus                             |